# Susanne Pätzold

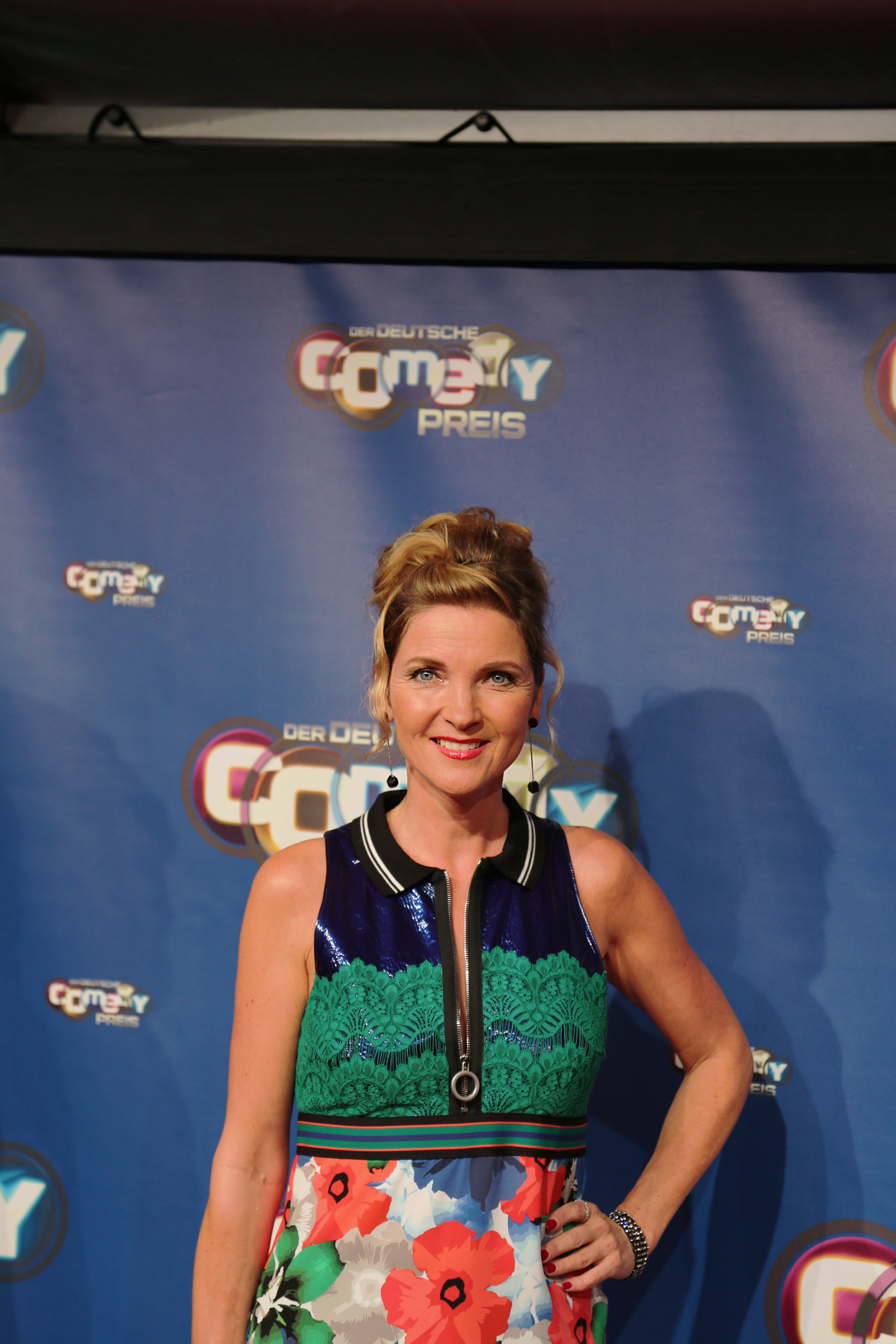
Susanne Pätzold beim Deutschen Comedypreis 2017

Susanne Pätzold (* 3. Juli 1967 in Köln) ist eine deutsche Schauspielerin, die vor allem durch die ProSieben-Comedysendungen Switch und Switch reloaded bekannt wurde.

## Leben
Pätzold machte ihre Schauspielausbildung bei Lehrern aus London und Calgary. Sie hatte zunächst im Improvisationstheater Die Springmaus in Bonn gespielt, bevor sie mit 3 Kölsch ein Schuß ihre eigene Improvisationstheatergruppe gründete. 1997 wurde Pätzold für die ProSieben-Show Switch besetzt, aus der sie nach der dritten Staffel ausstieg. Sie arbeitete danach als Solokünstlerin und trat in diversen TV-Shows auf (z. B. Genial daneben oder Das Comedy Hotel mit Michael Müller). Seit 2007 trat sie in Switch reloaded, der Fortsetzung von Switch, wieder auf, unter anderem mit Parodien auf Antonia Rados, Inka Bause, Katharina Saalfrank, Claudia Roth und Ursula von der Leyen. Seit 2010 ist sie gemeinsam mit dem Tänzer und Schauspieler Alex Burgos mit ihrer Love Comedy Bis dass der Tanz uns scheidet auf Tour. 2012 lieh sie Chantal DuBois im Kinderfilm Madagascar 3 die deutsche Stimme. Von 2014 bis Ende 2021 gehörte sie zur Stammbesetzung der Kabarettsendung Mitternachtsspitzen.

## Filmografie
- 1997–1999: Switch – TV gnadenlos parodiert
- 1997: Helden und andere Feiglinge
- 1998: Mobbing Girls (Fernsehserie, 1 Folge)
- 1998: Lukas (Fernsehserie, 1 Folge)
- 2000: Anke – Die Serie (1 Folge)
- 2000: Mister Boogie
- 2001: Einmal Prinz zu sein (Fernsehserie, 1 Folge)
- 2004: Schillerstraße (Fernsehserie, 1 Folge)
- seit 2004: Käpt’n Blaubär
- 2006: Deutschland ist schön – Die Allstar Comedy
- 2007–2012: Switch reloaded
- 2008: Bloch: Bauchgefühl (Fernsehreihe)
- 2008: Kommissar Stolberg (Fernsehserie, 1 Folge)
- 2008: Rennschwein Rudi Rüssel (Fernsehserie, 1 Folge)
- seit 2008: Bernd das Brot
- 2009–2014: SOKO Köln (Fernsehserie, 2 Folgen, verschiedene Rollen)
- 2010: Danni Lowinski (Fernsehserie, 1 Folge)
- 2014: SOKO München (Fernsehserie, 1 Folge)
- 2014: Ohne Konsequenz (Kurzfilm)
- 2014–2015: Vier sind das Volk
- 2014–2021: Mitternachtsspitzen (WDR)
- 2021: Rentnercops (Fernsehserie, Folge 62: Doppelt gestorben hält besser)

## Hörspiele
- 2013: Giampaolo Simi: Vater, Mörder, Kind – Regie: Jörg Schlüter (Hörspiel – WDR)

## Auszeichnungen
- 2007: Deutscher Comedypreis als Ensemblemitglied von Switch reloaded (Beste Sketch-Show)
- 2008: Deutscher Fernsehpreis als Ensemblemitglied von Switch reloaded (Beste Comedy)
- 2008: Deutscher Comedypreis als Ensemblemitglied von Switch reloaded (Beste Sketch-Show)
- 2009: Österreichischer Fernsehpreis ROMY als Ensemblemitglied von Switch reloaded
- 2010: Radio Regenbogen Award als Ensemblemitglied von Switch reloaded